# Paul Grist
Paul Grist est un scénariste et dessinateur de bandes dessinées anglais né à Sheffield, Angleterre, le 9 septembre 1960.

## Biographie
Dans le milieu des années 1980, il publie ses premières œuvres pour les éditeurs DC Thompson and Fleetway.
Cependant, au fil des années, il publie au travers de sa maison d'auto-édition : Dancing Elephant Press.
Il est surtout connu pour sa série Kane. Démarrée en 1993, cette série a apporté une certaine renommée à Paul Grist. Initialement publiée par sa maison d'auto-édition Dancing Elephant Press au format américain, elle a par la suite été traduite dans différentes langues, et notamment en français, aux éditions La comédie illustrée.

## Œuvres
- St. Swithin's Day, sur un scénario de Grant Morrison
- Burglar Bill
- Grendel: Devil in Our Mids mini-série, pour l'éditeur nord-américain Dark Horse

- Kane